# 24728 Scagell
24728 Scagell este un asteroid din centura principală de asteroizi.

## Descriere
24728 Scagell este un asteroid din centura principală de asteroizi. A fost descoperit pe 11 noiembrie 1991 la Stakenbridge de Brian G. W. Manning. Asteroidul prezintă o orbită caracterizată de o semiaxă mare de 2,40 ua, o excentricitate de 0,07 și o înclinație de 8,3° în raport cu ecliptica.